# Théobald Dalmas de Lapérouse
Pour les articles homonymes, voir Dalmas de Lapérouse.
Théobald Dalmas de Lapérouse est un général français, né le 4 mars 1814 à Vannes, décédé le 29 avril 1899  à Paris.

## Biographie
Il effectue ses études au collège de La Flèche, puis à l'école de Saint-Cyr le 21 novembre 1831. Promu lieutenant le 2 septembre 1838, au 1er régiment de chasseurs d'Afrique, puis capitaine et Croix de la Légion d'honneur en 1840, il fut nommé commandant chef d'escadron le 23 février 1847, au 5e chasseurs de France, avec lequel il continua la pacification dans la province d'Alger. 
Lieutenant-colonel aux Spahis le 6 septembre 1849 ; colonel du 6e chasseurs le 10 mai 1852 ; enfin général de brigade, le 12 mars 1859. Pendant la guerre d'Italie, il a commandé une brigade de cavalerie, puis après la paix de Villafranca, la brigade des Hussards du corps d'occupation laissé dans la péninsule. Il a commandé la brigade de dragons et de lanciers de la Garde Impériale en 1864 ; grand-officier de la Légion d'honneur en 1868 ; il est mis en disponibilité par suite d'une grave maladie.
Il reprit du service pendant la guerre de 1870, fut nommé commandant du département de la Somme, puis du département de Tarn-et-Garonne, promu général de division. Replacé en disponibilité en 1873 pour raison de santé, fut retraité en 1878, et mourut en 1899 à Paris. Il est enterré au cimetière du Père-Lachaise (19e division).
Il avait épousé le 10 avril 1841 à Alger, miss Barbara Louisa Saint-John Bolingbroke (1819-1850) fille de Robert William Saint-John-Bolingbroke, consul général à Alger, d'une illustre famille anglaise du Wiltshire. Il fut membre du Comité d'honneur pour la célébration du centenaire de la mort de Lapérouse, Paris 1888.